# Place Paul-Léautaud
Pour les articles homonymes, voir Léautaud et Paul Léautaud.
La place Paul-Léautaud est une voie située dans le quartier de la Plaine-de-Monceaux du 17e arrondissement de Paris.

## Situation et accès
La place Paul-Léautaud est desservie par la ligne 3 à la station Pereire

## Origine du nom
Elle porte le nom de l'écrivain Paul Léautaud (1872-1956).

## Historique
La place est créée et prend sa dénomination actuelle en 1987 sur l'emprise des voies qui la bordent.